# Bacteria tubulata
Bacteria tubulata är en insektsart som beskrevs av Ludwig Redtenbacher 1908. Bacteria tubulata ingår i släktet Bacteria och familjen Diapheromeridae. Inga underarter finns listade.